# Macrosphenus flavicans
A Macrosphenus flavicans a verébalakúak (Passeriformes) rendjébe, ezen belül a Macrosphenidae családba tartozó faj.

## Rendszerezése
A fajt John Cassin amerikai ornitológus írta le 1859-ben.

## Alfajai
- Macrosphenus flavicans flavicans (Cassin, 1859) – délkelet-Nigériától délnyugat-Közép-afrikai Köztársaságon keresztül északnyugat-Angoláig;
- Macrosphenus flavicans hypochondriacus (Reichenow, 1893) – délkelet-Közép-afrikai Köztársaság, nyugat-Dél-Szudán, észak-, közép- és kelet-Kongói Demokratikus Köztársaság, nyugat- és dél-Uganda, északnyugat-Tanzánia.

## Előfordulása
Afrika középső részén, Angola, Dél-Szudán, Egyenlítői-Guinea, Gabon, Kamerun, a Kongói Demokratikus Köztársaság, a Kongói Köztársaság, a Közép-afrikai Köztársaság, Nigéria, Tanzánia és Uganda területén honos. Természetes élőhelyei a szubtrópusi vagy trópusi síkvidéki és hegyi esőerdők. Állandó, nem vonuló faj.

## Megjelenése
Testhossza 13 centiméter, testtömege 11-16 gramm.

## Életmódja
Rovarokkal, pókokkal és gyümölcsökkel táplálkozik.

## Természetvédelmi helyzete
Az elterjedési területe rendkívül nagy, egyedszáma ugyan csökken, de még nem éri el a kritikus szintet. A Természetvédelmi Világszövetség Vörös listáján nem fenyegetett fajként szerepel.